# Новодмитровский сельский совет (Великоалександровский район)
Новодмитровский сельский совет (укр. Новодмитрівська сільська рада) — входит в состав
Великоалександровского района
Херсонской области
Украины.
Административный центр сельского совета находится в 
с. Новодмитровка
.

## История
- 1812 — дата образования.

## Населённые пункты совета
- с. Новодмитровка